# 2015 na música brasileira
A seguir está a lista dos eventos notáveis e lançamentos ocorridos em 2015 na música no Brasil.

## Eventos notáveis
- Maria Bethânia inicia turnê "Abraçar e Agradecer" celebrando os 50 anos de carreira[1]
- Gilberto Gil e Caetano Veloso anunciando turnê comemorativa de 50 anos de carreira, Dois Amigos, Um Século de Música[2][3].
- Gal Costa inicia turnê baseada no novo disco e comemora 70 anos de idade na estreia em Salvador.
- Elza Soares estreia turnê do disco A Mulher do Fim do Mundo, aos 84 anos de idade.

## Grupos formados
- Frevoton[4][5]

## Festivais
- MECAFestival (Sul): ocorreu no dia 17 de janeiro no Hotel Fazenda Pontal, na cidade de Maquiné, no Rio Grande do Sul[6]. Se apresentaram La Roux, Citizens!, AlunaGeorge, Wannabe Jalva e Erick Endres[7].
- Festival de Verão de Salvador 2015: ocorreu do dia 2 a 24 de janeiro no Parque de Exposições, na cidade de Salvador, Bahia, tendo como atrações no primeiro dia Capital Inicial, Claudia Leitte, Kesha, O Rappa, o encontro entre Arlindo Cruz, Jorge Aragão e Alcione. No segundo dia, se apresentaram Banda do Mar, Caetano Veloso, Ivete Sangalo, Harmonia do Samba, Cristiano Araújo. No último dia do evento, subiram ao palco Malta, Lucas Lucco, Sublime with Rome, Saulo, Aviões do Forró e Psirico[8]
- Planeta Atlântida 2015: ocorreu nos dias 30 e 31 de janeiro, na cidade de Xangri-lá, litoral norte do Rio Grande do Sul, tendo como principais atrações as seguintes bandas: na sexta, dia 30, Malta, Neto Fagundes, Armandinho, Jota Quest, Sublime with Rome, Ivete Sangalo, Gigantes do Samba, Comunidade Nin-Jitsu e Ultramen; no sábado, 31, subiram no palco principal as bandas CPM 22, Skank, Natiruts, o cantor Gusttavo Lima, Capital Cities, a cantora Kesha, e o "Baile da Favorita" (baile funk que teve Buchecha, Ludmilla e DJ Tubarão, como anfitriões)[9].
- Lollapalooza 2015: aconteceu nos dias 28 e 29 de março, entre os principais artistas estavam Jack White, Robert Plant, Pharrell Williams e Calvin Harris[10].

Junho
- Festival Woodgothic[11]

Setembro
- Rock in Rio 2015[11]
- Festival Se Rasgum[11]
- Festival Vaca Amarela[11]

Outubro
- Festival Mada[11]
- No Ar Coquetel Molotov[11]
- Coca Cola Festival

Novembro
- Popload Festival[11]
- Festival do Sol[11]
- Coca Cola Festival

Dezembro
- Goiânia Noise Festival[11]

## Álbuns lançados em 2015

### Janeiro
| Data | Álbum                 | Artista              | Gênero(s)                   |
| ---- | --------------------- | -------------------- | --------------------------- |
| 15   | Entreguerras          | Desatino             | Rock alternativo            |
| 16   | Da Eternidade         | Fernanda Brum        | Música cristã contemporânea |
| 20   | Ao Vivo no Pelourinho | Babado Novo          | Axé, MPB                    |
| 27   | Tom do Sertão         | Chitãozinho & Xororó | Sertanejo                   |

### Fevereiro
| Data | Álbum                 | Artista          | Gênero(s)                   |
| ---- | --------------------- | ---------------- | --------------------------- |
| 3    | No Controle           | Kelly Key        | Pop, zouk, kizomba          |
| 3    | Tempo Certo (Ao Vivo) | Henrique & Diego | Sertanejo                   |
| 20   | Deixa o Céu Descer    | Quatro por Um    | Música cristã contemporânea |

### Março
| Data | Álbum                            | Artista                 | Gênero(s)                   |
| ---- | -------------------------------- | ----------------------- | --------------------------- |
| 9    | Jesus                            | Israel Salazar          | Música cristã contemporânea |
| 10   | Quando Um Não Quer...            | Martin                  | Música brasileira           |
| 16   | Os Anjos Cantam                  | Jorge & Mateus          | Sertanejo                   |
| 19   | Memórias: Anos 80 & 90 (Ao Vivo) | César Menotti & Fabiano | Sertanejo                   |
| 23   | Férias em Videotape              | Simone Mazzer           | Pop, jazz, soul             |
| 23   | Não Me Deixes Desistir           | Ana Nóbrega             | Música cristã contemporânea |
| 24   | Do Meu Olhar pra Fora            | Elba Ramalho            | MPB, fado, reggae           |
| 31   | #AC ao Vivo                      | Ana Carolina            | MPB                         |
| 31   | ID                               | Sam Alves               | Pop                         |
| 31   | Músicas para Churrasco, Vol. 2   | Seu Jorge               | Pop, MPB                    |

### Abril
| Data | Álbum                           | Artista            | Gênero(s)                                |
| ---- | ------------------------------- | ------------------ | ---------------------------------------- |
| 3    | Fortaleza                       | Cidadão Instigado  | Rock                                     |
| 6    | Mama Kalunga                    | Virgínia Rodrigues | Pop, afro-brasileira                     |
| 7    | Dancê                           | Tulipa Ruiz        | Pop, MPB                                 |
| 7    | Hey, Mundo!                     | Thiaguinho         | Pagode, R&B                              |
| 7    | Roberto Carlos em Las Vegas     | Roberto Carlos     | Romântico, Mundo                         |
| 14   | A Praia                         | Cícero             | MPB, neo-psicodelia                      |
| 14   | Acústico                        | Luan Santana       | Sertanejo universitário                  |
| 14   | Maravilhas da Vida Moderna      | Dingo Bells        | Rock                                     |
| 14   | Pior Cenário Possível           | Matanza            | Hardcore punk, cowpunk, heavy metal      |
| 14   | Toca + Lulu                     | Lulu Santos        | MPB                                      |
| 15   | Entreguerras                    | Desatino           | rock alternativo                         |
| 21   | As Canções que Eu Canto pra Ela | Thalles            | Balada, música cristã contemporânea      |
| 22   | Your Song (Ao Vivo)             | Daniel Boaventura  | Jazz, balada                             |
| 22   | Ser Humano                      | Zeca Pagodinho     | Samba, pagode                            |
| 28   | Carbono                         | Lenine             | MPB                                      |
| 28   | Amor Violento                   | Quarto Negro       | Rock, rock alternativo, rock psicodélico |

### Maio
| Data | Álbum                     | Artista                   | Gênero(s)                                                       |
| ---- | ------------------------- | ------------------------- | --------------------------------------------------------------- |
| 4    | Morte e Vida              | Eddie                     | Rock, surf, samba, frevo                                        |
| 5    | 1977                      | Wado                      | Música brasileira                                               |
| 5    | Feito pra Durar           | Péricles                  | Pagode                                                          |
| 11   | Babilônia (trilha sonora) | Vários artistas           | Trilha sonora, MPB, pop, samba                                  |
| 11   | Flores em Vida (Ao Vivo)  | Zezé Di Camargo & Luciano | Música sertaneja                                                |
| 19   | Ao Vivo                   | Lu & Robertinho           | Sertanejo universitário                                         |
| 19   | Estrada de Chão           | João Bosco & Vinícius     | Música sertaneja, sertanejo universitário                       |
| 21   | 15 Anos                   | Banda Calypso             | Música latina, música do mundo, calipso, carimbó, lambada, zouk |
| 22   | Estratosférica            | Gal Costa                 | MPB, pop                                                        |
| 25   | 25 Anos                   | Resgate                   | Hard rock, pop rock, acústico                                   |
| 25   | Guelã                     | Maria Gadú                | Pop, MPB, indie pop                                             |
| 25   | Irmãos                    | Victor & Leo              | Música sertaneja                                                |

### Junho
| Data | Álbum                    | Artista           | Gênero(s)                   |
| ---- | ------------------------ | ----------------- | --------------------------- |
| 2    | Baiuno                   | Saulo             | Pop, MPB, axé music         |
| 6    | Fábio Jr.                | Fábio Júnior      | Romântico                   |
| 9    | Ciclos                   | Gustavo Mioto     | Sertanejo                   |
| 9    | Porta-voz da Alegria     | Diogo Nogueira    | Samba                       |
| 9    | Para Gil & Caetano       | Margareth Menezes | MPB, tropicalismo           |
| 16   | Continuidade dos Parques | Dônica            | MPB, pop                    |
| 23   | III                      | Maglore           | Rock                        |
| 28   | Tetelestai               | Diante do Trono   | Música cristã contemporânea |

### Julho
| Data | Álbum                     | Artista             | Gênero(s)                                     |
| ---- | ------------------------- | ------------------- | --------------------------------------------- |
| 7    | Ao Vivo no Theatro da Paz | Liah Soares         | MPB, pop                                      |
| 10   | Troco Likes               | Tiago Iorc          | Experimental, MPB                             |
| 17   | Chiclete                  | Chiclete com Banana | Axé music, música brasileira, música do mundo |
| 17   | Ao Vivo                   | Uns e Outros        | Rock                                          |
| 24   | Buteco do Gusttavo Lima   | Gusttavo Lima       | Sertanejo                                     |
| 31   | Tô na Vida                | Ana Cañas           | Rock, baladas                                 |

### Agosto
| Data | Álbum                  | Artista            | Gênero(s)                                          |
| ---- | ---------------------- | ------------------ | -------------------------------------------------- |
| 7    | Entre a Carne e a Alma | 3030               | Hip-hop, rap, música brasileira                    |
| 7    | Alfa e Ômega           | Marine Friesen     | Música cristã contemporânea                        |
| 7    | Sem Fronteiras         | Bruna Viola        | Sertanejo                                          |
| 8    | Confio                 | Letícia Brandão    | Música cristã contemporânea                        |
| 14   | Entre Amigos           | Reginaldo Manzotti | Música cristã contemporânea                        |
| 14   | Face a Face            | Matheus & Kauan    | Sertanejo                                          |
| 21   | Locura Total           | Fito Páez e Moska  | Rock alternativo, música brasileira, música latina |

### Setembro
| Data | Álbum                     | Artista                            | Gênero(s)                          |
| ---- | ------------------------- | ---------------------------------- | ---------------------------------- |
| 4    | Veneno                    | Banda Uó                           | Pop, tecnobrega, EDM               |
| 8    | Tomada                    | Filipe Catto                       | Rock, MPB                          |
| 10   | Deus Reina                | Diante do Trono                    | Música cristã contemporânea        |
| 10   | Minha Vida Mudou          | Antônio Cirilo                     | Música cristã contemporânea        |
| 10   | Joio ou Trigo             | Rodolfo Abrantes e O Muro de Pedra | Música cristã contemporânea        |
| 11   | 20 Anos                   | CPM 22                             | Rock                               |
| 11   | Acústico Tão Feliz        | Marcos & Belutti                   | Sertanejo                          |
| 11   | Selva Mundo               | Vivendo do Ócio                    | Rock                               |
| 11   | Vista pro Mar (Ao Vivo)   | Silva                              | Indie, synthpop, música eletrônica |
| 15   | Galileu                   | Fernandinho                        | Música cristã contemporânea        |
| 18   | Disponível                | Lexa                               | Pop, EDM, electropop               |
| 18   | Jammil de Todas As Praias | Jammil e uma Noites                | Axé music                          |
| 18   | Já É                      | Arnaldo Antunes                    | MPB                                |
| 18   | Segue em Frente           | Planta e Raiz                      | Reggae                             |
| 18   | Tamarear                  | Milton Nascimento e Dudu Lima Trio | Música brasileira                  |
| 25   | Manifesto Poesia          | Nô Stopa                           | MPB                                |
| 25   | Só em Jesus               | Livres para Adorar                 | Música cristã contemporânea        |
| 29   | Selvática                 | Karina Buhr                        | MPB                                |

### Outubro
| Data | Álbum                        | Artista             | Gênero(s)                             |
| ---- | ---------------------------- | ------------------- | ------------------------------------- |
| 2    | Nova Era                     | Malta               | Rock                                  |
| 2    | RÁ!                          | Ogi                 | Hip-hop, rap                          |
| 2    | Todo Caminho é Sorte         | Roberta Campos      | MPB                                   |
| 2    | A Mulher do Fim do Mundo     | Elza Soares         | Música do Mundo                       |
| 9    | Até Sermos Um                | Priscilla Alcântara | Música cristã contemporânea, pop rock |
| 9    | Delírio                      | Roberta Sá          | Samba, música brasileira              |
| 9    | Escândalo de Amor            | Edson & Hudson      | Sertanejo                             |
| 13   | Bang!                        | Anitta              | Pop, disco, R&B                       |
| 16   | Amanhecer                    | Paula Fernandes     | Sertanejo                             |
| 16   | Piano e Batucada             | Maíra Freitas       | Música brasileira                     |
| 16   | Sophia Abrahão               | Sophia Abrahão      | Pop                                   |
| 23   | Daniel in Concert: Em Brotas | Daniel              | Sertanejo, música romântica, country  |
| 30   | Forró do Israel              | Israel Novaes       | Sertanejo universitário               |
| 30   | Primeira Fila                | Roberto Carlos      | Música romântica, balada              |

### Novembro
| Data                | Álbum            | Artista                                    | Gênero(s)              |
| ------------------- | ---------------- | ------------------------------------------ | ---------------------- |
| 6                   | Nego Resolve     | Nego do Borel                              | Funk carioca           |
| 6                   | Vidas pra Contar | Djavan                                     | MPB, música brasileira |
| 13                  | Só Modão II      | João Neto & Frederico                      | Sertanejo              |
| 13                  | Acústico         | Paula Mattos                               | Sertanejo              |
| 27                  |                  |                                            |                        |
| Ao Vivo em Brasília | Wesley Safadão   | Forró                                      |                        |
| Adivinha            | Lucas Lucco      | Sertanejo universitário, rap, funk carioca |                        |
| Baile do Teló       | Michel Teló      | Sertanejo universitário                    |                        |
| Júpiter             | Silva            | Música do mundo                            |                        |
| Vinil Virtual       | Daniela Mercury  | Experimental                               |                        |

### Dezembro
| Data | Álbum                            | Artista                       | Gênero(s)                             |
| ---- | -------------------------------- | ----------------------------- | ------------------------------------- |
| 4    | Dois Amigos, Um Século de Música | Caetano Veloso e Gilberto Gil | MPB, música brasileira                |
| 4    | Ao Vivo em São José do Rio Preto | Zé Neto & Cristiano           | Sertanejo                             |
| 11   | Cordas, Gonzaga e Afins          | Elba Ramalho                  | Música brasileira                     |
| 16   | Contemporâneo                    | MV Bill                       | Rap                                   |
| -    | 2015                             | Daniela Araújo                | Música cristã contemporânea, pop rock |

### Outros
- Não intitulado, por Baleia[44][45]
- Amor Geral, Fernanda Abreu[46]
- Bethânia e as Palavras, Maria Bethânia[47]
- Extraordinária Graça, Aline Barros

## Topo das paradas

### Hot 100 Airplay
| Data      | Canção                     | Artista                                  | Álbum                 |
| --------- | -------------------------- | ---------------------------------------- | --------------------- |
| Janeiro   |                            |                                          |                       |
| 10        | "Cuida Bem Dela"           | Henrique & Juliano                       | Ao Vivo em Brasília   |
| 17        | "Cuida Bem Dela"           | Henrique & Juliano                       | Ao Vivo em Brasília   |
| 24        | "Agora (Ahora)"            | Bruno & Marrone                          | Agora                 |
| 31        | "Eu Não Merecia Isso"      | Luan Santana                             | Acústico              |
| Fevereiro |                            |                                          |                       |
| 07        | "Um Degrau na Escada"      | Leonardo e Eduardo Costa                 | Cabaré                |
| 14        | "Agora (Ahora)"            | Bruno & Marrone                          | Agora                 |
| 21        | "Agora (Ahora)"            | Bruno & Marrone                          | Agora                 |
| 28        | "Agora (Ahora)"            | Bruno & Marrone                          | Agora                 |
| Março     |                            |                                          |                       |
| 07        | "Presto Pouco"             | João Neto & Frederico e Gregory & Rafael | Ao Vivo em Vitória    |
| 14        | "Suíte 14"                 | Henrique & Diego e MC Guimê              | Tempo Certo (Ao Vivo) |
| 21        | "Suíte 14"                 | Henrique & Diego e MC Guimê              | Tempo Certo (Ao Vivo) |
| 28        | "Suíte 14"                 | Henrique & Diego e MC Guimê              | Tempo Certo (Ao Vivo) |
| Abril     |                            |                                          |                       |
| 4         | "Suíte 14"                 | Henrique & Diego e MC Guimê              | Tempo Certo (Ao Vivo) |
| 11        | "Suíte 14"                 | Henrique & Diego e MC Guimê              | Tempo Certo (Ao Vivo) |
| 18        | "10 Minutos Longe de Você" | Victor & Leo e Henrique & Juliano        | Irmãos                |
| 25        | "Escreve Aí"               | Luan Santana                             | Acústico              |
| Maio      |                            |                                          |                       |
| 2         | "Escreve Aí"               | Luan Santana                             | Acústico              |
| 9         | "Escreve Aí"               | Luan Santana                             | Acústico              |
| 16        | "Escreve Aí"               | Luan Santana                             | Acústico              |
| 25        | "Escreve Aí"               | Luan Santana                             | Acústico              |
| Junho     |                            |                                          |                       |
| 1         | "10 Minutos Longe de Você" | Victor & Leo e Henrique & Juliano        | Irmãos                |
| 8         | "Escreve Aí"               | Luan Santana                             | Acústico              |
| 15        | "Escreve Aí"               | Luan Santana                             | Acústico              |
| 22        | "Escreve Aí"               | Luan Santana                             | Acústico              |
| 29        | "Escreve Aí"               | Luan Santana                             | Acústico              |
| Julho     |                            |                                          |                       |
| 6         | "Escreve Aí"               | Luan Santana                             | Acústico              |
| 13        | "Escreve Aí"               | Luan Santana                             | Acústico              |
| 20        | "Escreve Aí"               | Luan Santana                             | Acústico              |
| 27        | "Escreve Aí"               | Luan Santana                             | Acústico              |
| Agosto    |                            |                                          |                       |
| 3         | "Escreve Aí"               | Luan Santana                             | Acústico              |
| 10        | "Escreve Aí"               | Luan Santana                             | Acústico              |
| 17        | "Sapequinha"               | Eduardo Costa                            | Vivendo e Aprendendo  |
| 24        | "Aquele 1%"                | Marcos & Belutti e Wesley Safadão        | Acústico Tão Feliz    |
| 31        | "Escreve Aí"               | Luan Santana                             | Acústico              |
| Setembro  |                            |                                          |                       |
| 5         | "Escreve Aí"               | Luan Santana                             | Acústico              |
| 14        | "Isso Cê Num Conta"        | Bruno & Marrone                          | -                     |
| 21        | "Aquele 1%"                | Marcos & Belutti e Wesley Safadão        | Acústico Tão Feliz    |
| 28        | "Aquele 1%"                | Marcos & Belutti e Wesley Safadão        | Acústico Tão Feliz    |
| Outubro   |                            |                                          |                       |
| 5         | "Aquele 1%"                | Marcos & Belutti e Wesley Safadão        | Acústico Tão Feliz    |
| 13        | "Tempo de Amor"            | Victor & Leo                             | Irmãos                |
| 19        | "Aquele 1%"                | Marcos & Belutti e Wesley Safadão        | Acústico Tão Feliz    |
| 26        | "Aquele 1%"                | Marcos & Belutti e Wesley Safadão        | Acústico Tão Feliz    |
| Novembro  |                            |                                          |                       |
| 4         | "Aquele 1%"                | Marcos & Belutti e Wesley Safadão        | Acústico Tão Feliz    |
| 9         | "Aquele 1%"                | Marcos & Belutti e Wesley Safadão        | Acústico Tão Feliz    |
| 16        | "Aquele 1%"                | Marcos & Belutti e Wesley Safadão        | Acústico Tão Feliz    |
| 23        | "Tempo de Amor"            | Victor & Leo                             | Irmãos                |
| 30        | "Chuva de Arroz"           | Luan Santana                             | Acústico              |
| Dezembro  |                            |                                          |                       |
| 7         | "Noite Fracassada"         | Jads & Jadson                            | -                     |
| 12        | "Chuva de Arroz"           | Luan Santana                             | Acústico              |
| 19        | "Chuva de Arroz"           | Luan Santana                             | Acústico              |

## Prêmios
| Categoria/Prêmio  | Prêmio Caymmi de Música 30 de abril de 2015          | Prêmio da Música Brasileira 10 de junho de 2015  | Prêmio Multishow 1 de setembro de 2015 | Grammy Latino 19 de novembro de 2015               |
| ----------------- | ---------------------------------------------------- | ------------------------------------------------ | -------------------------------------- | -------------------------------------------------- |
| Melhor álbum      | N/A                                                  | Valencianas Alceu Valença e Orquestra Ouro Preto | Fortaleza Cidadão Instigado            | América Brasil Ivan Lins                           |
| Melhor canção     | "Odisseia Baiana" Filipe Lorenzo                     | "Sedutora" Mônica Salmaso                        | "Ritmo Perfeito" Anitta                | "Bossa Negra" Diogo Nogueira e Hamilton de Holanda |
| Melhor videoclipe | "A Filha de Calmon" Mamá Soares & Coletivo di Tambor | N/A                                              | "Boa Esperança" Emicida                | N/A                                                |
| Melhor artista    | N/A                                                  | Fernanda Takai                                   | Ivete Sangalo Lucas Lucco              | N/A                                                |
| Artista revelação | Ifá Afrobeat                                         | Luiz Guilherme Pozzi                             | Ava Rocha                              | N/A                                                |

## Mortes
- 4 fevereiro - Odete Lara, 85 anos, cantora, atriz e escritora[48]
- 3 de março - José Rico, 68 anos, cantor e compositor.[49]
- 3 de março - Vital Dias, 54 anos, ex-baterista da banda Os Paralamas do Sucesso[50]
- 8 de março - Inezita Barroso, 90 anos, cantora, instrumentista, arranjadora, folclorista e professora[51]
- 9 de maio - Selma do Coco, 85 anos, cantora[52]
- 12 de junho - José Messias, 86 anos, cantor, compositor, crítico musical, radialista e jurado[53]
- 24 de junho - Cristiano Araújo, 29 anos, cantor, compositor e instrumentista[54]
- 17 de novembro - Luiz de Carvalho, 90 anos, cantor, compositor e empresário[55]